# Barbula leiophylla
Barbula leiophylla är en bladmossart som beskrevs av Pierre Tixier 1966. Barbula leiophylla ingår i släktet neonmossor, och familjen Pottiaceae. Inga underarter finns listade i Catalogue of Life.